# Шебаліно (Республіка Алтай)

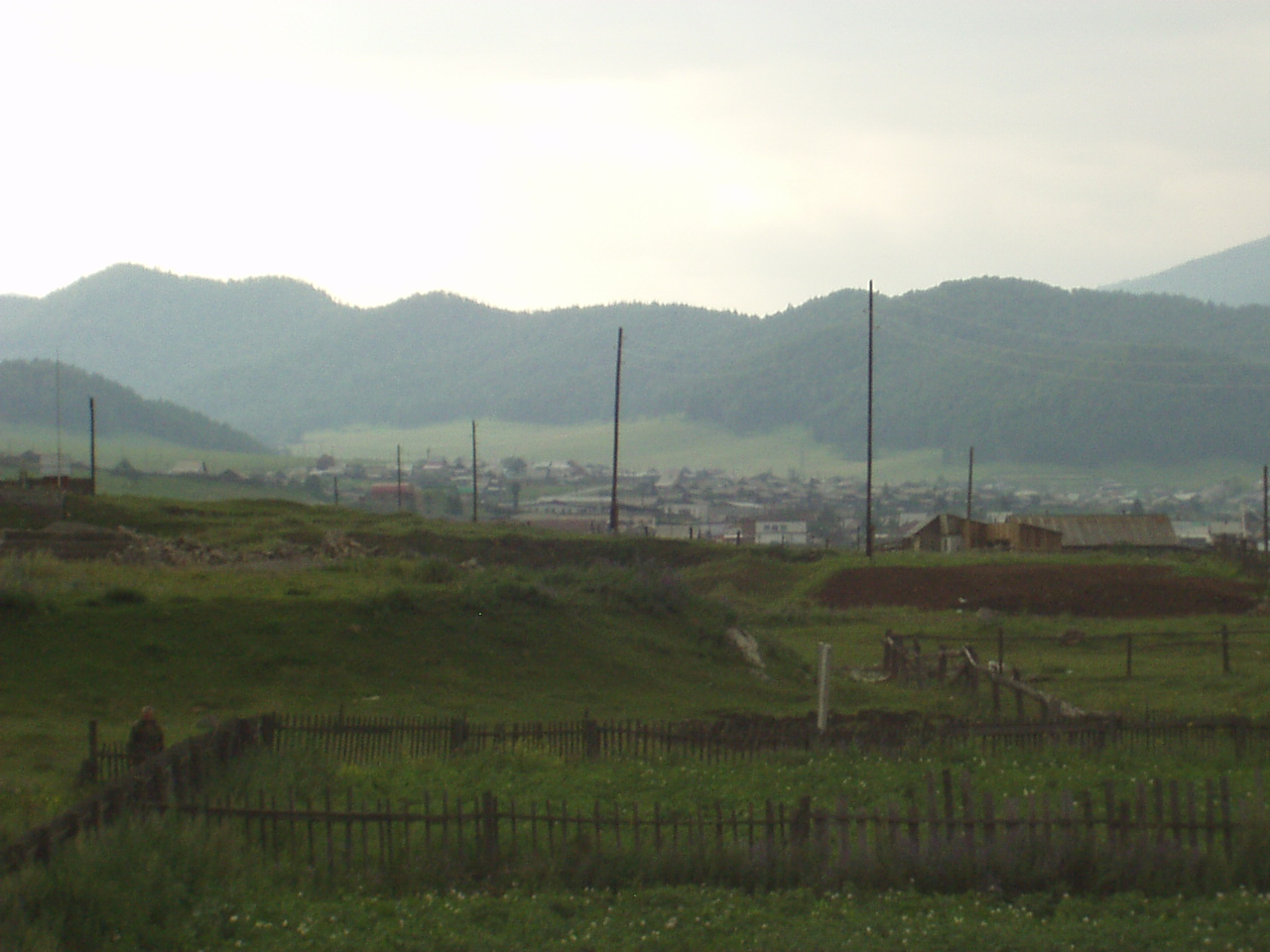
Панорама села Шебаліно

Шебаліно́ (рос. Шебалино́) — село в Республіці Алтай, адміністративний центр Шебалінського муніципального району і Шебалінського сільського поселення.
Село розташоване за 122 кілометри від міста Горно-Алтайська. До найближчої залізничної станції в місті Бійські — 200 кілометрів.

## Історія
Село Шебаліно засновано в 1833 році, відомо також, що перші російські переселенці з'явилися тут пізніше за 1860 рік.
29 грудня 1917 року на сільському сході була вибрана Рада селянських і солдатських депутатів, а 1 січня 1918 року відбулися загальні збори жителів сіла Шебаліно, на якому були знову підтверджені повноваження цієї Ради. У селі був організований один з перших сільських червоногвардійських загонів на Алтаї.
З 1920 року село — центр Онгудай-Шебалінського адміністративного району, а потім найбільшого Горно-Алтайського району.
23 лютого 1923 року в селі Шебаліно відбувся волосний з'їзд, в якому взяли участь 60 осіб.
У 1926 році в Шебаліно населення становило 1 384 осіб, з них 695 чоловіків і 689 жінок.

## Населення
На квітень 2008 року населення села Шебаліно склало 6 851 осіб.

## Визначні пам'ятки
У районному центрі Шебаліно знаходиться будинок-музей купця І. С. Попова — одного з перших поселенців. Діє краєзнавчий музей, де зібрані матеріали про історію, побут і культуру алтайського народу, освітлюючі події громадянської і Великої Вітчизняної Війни, історії маралівництва на Алтаї і ін.